# Culture & Arts Authority of Dubaï
Culture & Arts Authority of Dubaï est une association Dubaïote ayant pour but de promouvoir la culture et des arts de Dubaï localement et internationalement.
L'objectif de l'association est de réaliser la vision du Plan stratégique de Dubaï 2015 et d'être un point central culturel pour toutes les communautés et tous les individus de Dubaï pour présenter leurs talents artistique. 
En Mars 2008, la Dubai Culture et Arts Authority a été créé par un décret émis par le cheikh Mohammed ben Rachid Al Maktoum et le cheikh Majid ben Mohammed Al Maktoum a été nommé président de l'entité sur la base de ses capacités de leadership et de son intérêt certain dans la culture et les arts.